# 内藤淳 (地方公務員)
内藤 淳（ないとう じゅん）は、日本の地方公務員。東京都福祉保健局長、東京都交通局長、公営交通事業協会会長、日本地下鉄協会副会長、東京都保健医療公社代表理事を経て、東京都立病院機構副理事長。

## 人物・経歴
東京都出身。1984年明治大学法学部卒業、東京都入庁。2013年東京都総務局人事部長。2016年東京都病院経営本部長。2018年東京都福祉保健局長。2020年東京都交通局長（公営企業管理者）、公営交通事業協会会長。2021年日本地下鉄協会代表理事（副会長）。2022年東京都保健医療公社代表理事（常務理事）。同年東京都立病院機構副理事長（法人本部長）。